# 白昼の稲妻
『白昼の稲妻』（はくちゅうのいなづま）は宝塚歌劇団のミュージカル作品。宙組公演。
形式名は宝塚が「宝塚ミュージカル・ロマン」、東京が「ミュージカル・ロマン」。宝塚は16場。
作者は柴田侑宏、演出は荻田浩一。併演作品は『テンプテーション!』。
シェイクスピアの戯曲『オセロー』がモチーフ。

## 公演期間と公演場所
- 2003年10月3日 - 11月17日（新人公演：10月21日）　宝塚大劇場[1]
- 2004年1月2日 - 2月1日（新人公演：1月20日）　東京宝塚劇場[2]

## スタッフ（宝塚）
- 作曲・編曲：高橋城[1]、斉藤恒芳[1]
- 編曲：青木朝子[1]
- 音楽指揮：岡田良機[1]
- 振付：伊賀裕子[1]、川崎悦子[1]
- 装置：大橋泰弘[1]
- 衣装：任田幾英[1]
- 照明：勝柴次朗[1]
- 音響：切江勝[1]
- 小道具：伊集院撤也[1]
- 効果：原田健二[1]
- 演出助手：児玉明子[1]
- 音楽助手：太田健[1]
- 振付助手：結樺レイナ[1]
- 衣装補：河底美由紀[1]
- 照明助手：氷谷信雄[1]
- 舞台進行：表原渉[1]
- 舞台美術製作：株式会社宝塚舞台[1]
- 演奏：宝塚歌劇オーケストラ[1]
- 制作：福嶋康徳[1]

## 主な配役
※「（）」の人物は新人公演。
- アルベール・ド・クレール - 和央ようか（悠未ひろ）[1][4]
- ヴィヴィアンヌ・ド・ポヴェール - 花總まり（音乃いづみ）[1][4]
- オーギュスト・ド・オルセー - 初風緑（十輝いりす）[1][4]
- エドモン・ド・ランブルーズ - 宝塚（全日程）・東京（1月2日-1月13日）：水夏希[1][4]、東京（1月15日-2月1日）：安蘭けい[4]（七帆ひかる[1][4]）
- ローラン・サバティエ - 大和悠河（早霧せいな）[1][4]
- ギャランティーヌ・ド・マルタン - 貴柳みどり（芽映はるか）[1][4]
- ベラ・サヴォワ - 彩乃かなみ（美羽あさひ）[1][4]